# Itinerario de barro
Il cosiddetto Itinerario de barro (o tavole di Astorga) è costituito da una serie di quattro tavolette di argilla romane della metà del III secolo, che contengono cinque itinerari o guide di cammini del nord-ovest della Penisola iberica.
Così come le moderne mappe stradali, esse raccoglievano i vari tragitti, con le mansiones e civitates corrispondenti, nonché la distanza tra le stesse. Esistono notizie vaghe sul fatto che siano apparse nella regione di Astorga, l'antica Asturica Augusta, a Cangas di Onís, ma senza specificazione né di circostanza né di data, e attualmente sono riposte nelle vetrine del Museo archeologico delle Asturie.
Presenta delle caratteristiche singolari tra gli itineraria adnotata, poiché condivide con i miliari la natura epigrafica, e con gli itineraria picta il fatto di essere disegnato.

## Autenticità
Il Laboratorio di Datazione e Radiochimica dell'Università Autonoma di Madrid determinò nel 2013, tramite prove di termoluminescenza, che la data di creazione delle tavole è tra gli anni 267 e 276.
Considerate da molti come una delle principali fonti di informazione epigrafica per conoscere le vie romane che percorrevano il nord di Hispania, vari autori segnalarono diversi problemi presentati da alcune tavolette, e misero in dubbio la loro autenticità. Antonio Blázquez , primo editore dell'itinerario, già nel 1920 notò alcune anomalie di difficile spiegazione, anche se non mise in discussione la validità dell'intero itinerario, e due dei migliori esperti moderni delle strade romane e dei loro documenti, Gonzalo Arias Bonet  e José María Roldán Hervás , considerarono come false alcune delle tavolette: il primo studioso ne considerò false due, e il secondo tre. Infatti, per Roldán era autentica solo la nº II, ma ultimamente sembra non validare nemmeno quest'ultima. Altri rinomati epigrafisti sono della stessa opinione, mentre alcuni altri autori, tra i quali Antonio García y Bellido , in un articolo postumo del 1975 attribuiscono alle tavolette totale autenticità.
Paleograficamente, le tavolette si considerano autentiche dall'anno 2008.

## Tipologia
Le quattro placche sono di forma rettangolare, misurano 14 per 12 centimetri approssimativamente e, a giudicare dalla maniglia a forma di coda di rondine che conserva la placca II e dalla firma del magistrato municipale, duunvir, che appare in esse, il loro scopo doveva probabilmente essere quello di venire appese ad una parete pubblica per fornire informazioni ai viaggiatori.

## Itinerari

### Placca I
Fango cotto di colore brunastro. Patina in due toni, probabilmente per il fatto che i pezzi si trovavano in ambienti diversi. Superficie leggermente ondulata che presenta in modo molto marcato le orme delle mani che modellarono la tavoletta. Sembrerebbe che queste placche siano state realizzate battendo il palmo della mano sulla lamina di fango fresco, prima di scrivervi con un punzone o stylus, come nelle tavolette di cera. L'altezza della tavola è di 14,5 cm, la sua larghezza di 12,4 cm e il suo spessore è di 0,7 cm. Dopo la sua prima pubblicazione ne andò perso un pezzettino corrispondente alla parte superiore, sopra la prima riga, dove appare il numero della legione. Questo pezzo andato perduto non conteneva alcun tipo di scritta.
Il percorso elencato in questa placca presenta una problematica abbastanza complessa. In primo luogo, la constatazione del numero di miglia totali non corrisponde alla distanza reale tra León e Suances, equivoco che ha portato all'elaborazione di numerose ipotesi in cerca di un «miglio cantabrico» di valore superiore al normale. D'altra parte, esistono mansiones che sono totalmente sconosciute, come per esempio Rhama, che non appare in nessun altro riferimento scritto, e altri luoghi di sosta di cui si ignora l'ubicazione precisa, benché appaiano smentiti da altri tipi di fonti. Di conseguenza, l'Itinerario di fango è stato oggetto di numerosi studi che ne hanno persino messo in dubbio l'autenticità. Dopo una rigorosa analisi realizzata dal professor García y Bellido, egli concluse che le quattro tavole sono autentiche, e che quindi era più probabile pensare ad un errore del copista, esperto di oggetti in ceramica ma non competente in ambito di itinerari, oppure che l'ubicazione delle mansiones non coincide con i criteri attuali; o ancora, qualcosa di più plausibile, una convergenza di entrambe le ipotesi (che, come si è detto sopra, non ha convinto né convince tutti).
Questa placca, numerata come I, segnala il percorso della Via Legione VII Gemina ad Portum Blendium che, partendo da Legio VII Gemina (Leone), finisce in Portus Blendium (Suances), con il seguente sviluppo:
| [VIA] L(EGIONE) VII GEMINA AD PORTVM       |
| BLE(N)DIVM                                 |
| RHAMA VII MILLE(L)IAS                      |
| AMAIA XVIII                                |
| VILLEGIA V                                 |
| LEGIO I[III] V                             |
| O[C]TA[V]IOLCA V                           |
| IVLIOBRIGA X                               |
| ARACILLVM V                                |
| PORTVS BLEN[DIVM]                          |
| [C(aius) LEP(idus) M(arci filius)] II. VIR |

Attualmente le ricerche seguono questa direzione, accreditando il fatto che la Legio VII menzionata nella tavola non corrisponda al capoluogo leonese, bensì alla Segisama Iulia, base delle operazioni dell'esercito imperiale comandato da Augusto nelle guerre cantabriche. La base di tale corrispondenza e interpretazione deriva dalla possibile origine militare della via in relazione con la conquista del Nord della Penisola durante le guerre cantabriche. Segisama Iulia costituiva il punto di accampamento e la base delle operazioni delle legioni romane di Augusto. A seguito della Pax Romana e delle riforme dell'esercito, vennero stabiliti nuovi luoghi per lo stanziamento delle legioni di gestione e controllo del Nord-ovest di Hispania, tra le quali la destinazione della Legio VII Gemina nel luogo dove, successivamente, sarebbe sorta la città di Leone. Seguendo l'argomentazione, è probabile che ci sia stato un tentativo di adattamento dell'itinerario di questa tavoletta da parte del copista, attraverso la sostituzione del luogo dell'originario accampamento delle truppe, Segisama Iulia, con il luogo dello stabilimento dell'esercito nel momento in cui vennero elaborate le tavole, Legio VII Gemina, sbagliando così i nomi delle legioni senza fare alcun tipo di correzione nelle mansiones e civitates restanti del percorso. Data la possibilità delle circostanze citate, la placca I potrebbe conservare una delle antiche vie militari di accesso a Cantabria.
Sulla localizzazione di Rhama sono state elaborate molteplici teorie, tutte piuttosto divergenti. Di fronte a questa problematica, acquista forza l'ipotesi che Rhama non corrisponda rigorosamente ad una mansio, ma alluda invece al punto di inizio della diramazione o ramificazione della via principale che attraversava la Meseta da Ovest ad Est, e questa circostanza sarebbe correlata con la scoperta di due pietre miliari di Augusto ad ovest di Sasamón, distanti dalla Segisama Iulia romana approssimativamente delle sette miglia che indica l'itinerario. Inoltre, da questo punto, da Padilla de Abajo, parte un cammino che, con un tracciato rettilineo, si collega direttamente con Peña Amaya.
Nel resto delle mansiones e delle città elencate vi è una maggiore unanimità. Ciononostante, Villegia e Legio IIII Macedonica non sono collocate in maniera rigorosa. La prima sembra corrispondere al sito archeologico del Monte Cildá, e questo dato è comprovato dal testo di un'epigrafe scoperta in quel luogo e che presenta la menzione al gentilizio corrispondente. Legio IIII presenta ancora notevoli difficoltà, poiché anche se a Herrera di Pisuerga (l'antica Pisoraca) sono stati trovati numerosi materiali che testimoniano la sua possibile presenza, secondo la distanza che segna la tavoletta dovrebbe essere situata molto più a nord, a 5 miglia da Octaviolca (approssimativamente 7,5 chilometri) e a 15 miglia dalla città romana di Julióbriga (22 chilometri). Può essere che quest'ultima stazione (Octaviolca) fosse localizzata nelle prossimità di Mataporquera, nel municipio di Valdeolea, nel Sud della Cantabria, della quale era forse una villae o una segregazione dell'area di Camesa-Rebolledo. Nonostante ciò, se si ammette un ulteriore errore nell'ordine della distribuzione delle mansiones nell'Itinerario di fango, cosa che può essere un'ennesima prova a difesa dell'ipotesi della sua falsità, i recenti lavori di scavo archeologico che si stanno realizzando a Herrera di Pisuerga sembrano lasciar dedurre che in tale luogo fosse situata la Legio IIII Macedonica.
Julióbriga, insieme ad Aracillum e Portus Blendium sono le zone meglio localizzate, rispettivamente nelle prossimità di Retortillo, Aradillos e Suances.

### Placca II
È realizzata in fango di patina colore ocra verdastro, ramato. Ha un'altezza di 14 cm, la larghezza è di 11.8 cm e il suo spessore di 0,7 cm. Presenta delle orme chiare dei solchi del palmo della mano del modellatore. Con la sua prima pubblicazione si perse un pezzettino triangolare, danneggiando le righe 10 e 11, e un altro, di dimensioni maggiori, che era diviso in due, e che danneggia l'inizio delle ultime quattro righe. Questo fatto si può notare nella trascrizione in lettera maiuscola corsiva e senza parentesi quadrate, poiché non vi è stato alcuna aggiunta da parte dell'editore.
La placca II mostrava l'itinerario corrispondente alla Via Asturica Ad Emeritam Augustam che univa Asturica Augusta (Astorga) con Emerita Augusta (Mérida):
| VIA ASTVRICA AD EMERIT(AM) AVGVS(TAM)      |
| BE[D]VNIA VII MILLAS                       |
| BRIGECIO X                                 |
| VICO AQVARO X (?)                          |
| OCELODVRI XI                               |
| SABARIAM VIII                              |
| SALM[ANTICA]                               |
| SENT[ICA]                                  |
| AD LI[PPOS]                                |
| CAEC[ILIO VICO]                            |
| CAPARA X...(?)                             |
| RVSTICIAN[A]                               |
| TVRMVLVS X...(?)                           |
| CASTRIS CAECI[LIIS]                        |
| AD SORORES X (?)...                        |
| EMERITA XII                                |
| [C(aius) LEP(idus) M(arci filius)] II. VIR |

### Placca III
Come le precedenti, si tratta di una placca di fango cotto di colore ocra chiaro nella maggior parte dei frammenti; altri sono invece castani con qualità ramata. Ha un'altezza di 14,2 cm, una larghezza di 12 cm e uno spessore di 0,7 cm. Manca l'angolo inferiore sinistro che, dopo la sua pubblicazione, si ruppe staccandosi dal pezzo quasi quadrato che comprende l'inizio delle ultime tre righe. Andò perso anche un pezzettino senza lettere nel bordo inferiore, sotto il miglio XII di Bracara.
L'itinerario della placca III corrisponde alla Via Asturica ad Bracara, il cui percorso è il seguente:
| [VI]Ad ASTV[RICCA] AD BRACA                |
| RA                                         |
| ARGENTIOLVM V MILLAS                       |
| PETAVO[NIV]M VIII                          |
| VI[NIATIA]                                 |
| COM[PLEV]TICA XII                          |
| ROB[ORE]TVM XII                            |
| AD AQVAS XV                                |
| AQVIS ORIGINIS VII                         |
| SALA[N]IA X                                |
| BRACARA XII                                |
| [C(aius) LEP(idus) M(arci filius)] II. VIR |

### Placca IV
È l'unica placca che conserva la sua forma originale, che invece è stata persa nelle altre. Presenta un foro circolare che indica che questa, come le altre, era probabilmente appesa per fornire informazioni ad un numero più o meno elevato di persone. È formata da una patina di colore ocra scuro che tende al marrone-rame in alcuni pezzi, e ocra più chiaro in altri, patinati diversamente perché giacevano, senza dubbio, in ambienti distinti, come già si era visto nella placca numero I. Possiede un'altezza di 16,6 cm, una larghezza di 12 cm e uno spessore di 0,7 cm. Manca un pezzettino triangolare nella riga 1, dopo la parola VIA, che è andato perduto dopo la prima pubblicazione. Probabilmente conteneva la L di L VCO. Nella riga 6 manca anche un altro frammento triangolare che, sicuramente, conteneva la E finale di AQVAE (AE insieme) e la G di AVGVSTI. Nella stessa riga viene solitamente incorporato anche un pezzettino sciolto che, a quanto pare, ad oggi si trova attaccato imprecisamente in una posizione leggermente più a destra della sua probabile posizione originaria. Nel disegno l'abbiamo collocato dove ci sembra che stesse, seguendo i primi editori. Ad oggi è l'unica placca con la firma completa del duunvir. Anche la placca III la aveva, fino a quando non andò perso il suo estremo interno sinistro.
La placca IV mostra il percorso corrispondente a due vie romane: la Via Lucu Augusti ad Iria e la Via Lucu Augusti ad Dactionum i cui cammini si mostrano di seguito:
| VIA [L]VCO AVGVSTI AD IRIA                 |
| PONTE MARTIAE XI                           |
| BREV[I]S XIII                              |
| ASECONIA XI                                |
| IRIA XV                                    |
|                                            |
| VIA LVCO AVGVSTI A[D DACTIONVM]            |
| AQVAE QVINT[IAE]                           |
| DACTIONVM X(?)...                          |
| [C(aius) LEP(idus) M(arci filius)] II. VIR |